# Chlorissa caerulescens
Chlorissa caerulescens är en fjärilsart som beskrevs av Burrows 1908. Chlorissa caerulescens ingår i släktet Chlorissa och familjen mätare. Inga underarter finns listade i Catalogue of Life.